# Aeroportul Turbat
Aeroportul Turbat (IATA: TUK, ICAO: OPTU) este un aeroport din Turbat⁠(d), Turbat Tehsil⁠(d), Kech District⁠(d), Makran Division⁠(d), Belucistan, Pakistan ce deservește zona Turbat⁠(d).
Situat la o altitudine de 122 m, aeroportul dispune de o singură pistă. Este operat de Pakistan Civil Aviation Authority⁠(d).